# Сеульская конвенция
Сеульская конвенция — международная конвенция об учреждении Многостороннего агентства по гарантиям инвестиций (МАГИ), подписанная 11 октября 1985 года в Сеуле. Конвенция представляет собой один из способов защиты имущественных прав иностранных инвесторов. Данная конвенция имеет наибольшее значение в защите инвестиций, наряду с Вашингтонской конвенцией 1965 года.
Согласно конвенции подлежат страхованию некоммерческие риски связанные с ограничением конвертируемости валют и угрозами конфискации и другими формами скрытой национализации. Страховые выплаты производятся в случае мер предпринимаемых государственными органами по лишению инвестора его собственности или введения ограничения на инвестиционную деятельность.
Конвенция состоит из преамбулы, 11 глав, 67 статей и двух приложений.